# Aena
Aena S.M.E., S.A. (Aeropuertos Españoles y Navegación Aérea) — іспанська державна компанія, яка є більшою частиною державної власності та керує внутрішніми та міжнародними аеропортами. Aena має інтереси в аеропортах Мексики, США, Куби, Колумбії, Бразилії, Болівії, Швеції та Великобританії. Маючи 34 іноземні холдинги, Aena є найбільшим у світі оператором аеропорту за кількістю обслугованих пасажирів.

## Аеропорти
Аеропорти утримуються компанією Aena з початку 2011 року через 100% дочірню компанію Aena Aeropuertos, яка була створена як приватна компанія з обмеженою відповідальністю з метою можливої приватизації.

### Аеропорти в Іспанії
З 46 іспанських аеропортів, якими керує Aena Aeropuertos, чотири знаходяться на Балеарських островах, вісім на Канарських островах і найбільший аеропорт Іспанії Мадрид-Барахас, який також є четвертим за завантаженістю аеропортом у Європі та десятим у світі. Helipuerto de Algeciras і Helipuerto de Ceuta в іспанському ексклаві Сеута в Північній Африці також управляються Aena.

### Міжнародні аеропорти
Крім того, Aena Aeropuertos Internacional S.A. як і раніше експлуатує 27 аеропортів у 8 країнах.